# Валимпуни (Ријети)
Валимпуни је насеље у Италији у округу Ријети, региону Лацио.
Према процени из 2011. у насељу је живело 23 становника. Насеље се налази на надморској висини од 933 м.